# Conexão preferencial
Um processo de conexão preferencial (em inglês preferential attachement process) é qualquer processo em que uma quantidade, tipicamente alguma forma de riqueza ou crédito, é distribuída entre indivíduos ou objetos de acordo com quanto eles já possuem, de tal maneira que aqueles que já possuem uma riqueza recebem mais do que os que não possuem. Conexão preferencial é apenas o nome mais recente que foi designado a esses processos.  Eles também são conhecidos como "Processos de Yule", "Vantagem cumulativa", "Os ricos ficam mais ricos" e, menos corretamente, o "Efeito Matthew". Eles também são relacionados com a "Lei de Gibrat". A principal razão para o interesse científico em conexão preferencial é que ela pode, em circunstâncias favoráveis, gerar distribuições que respeitam a Lei de potência.

## Definição
Um processo de conexão preferencial é um processo de urna estocástica, ou seja, um processo no qual unidades discretas de riqueza, geralmente chamadas de "bolas", são adicionadas de forma aleatória ou parcialmente aleatória a um conjunto de objetos ou recipientes, geralmente chamados de "urnas". Um processo de fixação preferencial é um processo de urna no qual bolas adicionais são adicionadas continuamente ao sistema e são distribuídas entre as urnas como uma função crescente do número de bolas que as urnas já possuem. Nos exemplos mais comumente estudados, o número de urnas também aumenta continuamente, embora esta não seja uma condição necessária para fixação preferencial e os exemplos foram estudados com números constantes ou mesmo decrescentes de urnas.
Processos de conexão preferencial em que a taxa que uma "urna" acumula "bolas" é linear ao número de bolas que essa urna possui são chamados de processos de conexão preferencial linear. Esses processos de conexão preferencial linear em que o número de "urnas" aumenta são conhecidos por produzir uma distribuição de bolas sobre as urnas seguindo a chamada distribuição de Yule. Na forma mais geral do processo, as bolas são adicionadas ao sistema a uma taxa geral de {\displaystyle m} novas bolas para cada nova urna. Cada urna recém-criada começa com {\displaystyle k_{0}}bolas e outras bolas são adicionadas às urnas a uma taxa proporcional ao número {\displaystyle k} que elas já possuem mais uma constante {\displaystyle a>-k_{0}}. Com essas definições, a fração {\displaystyle P(k)} de urnas tendo {\displaystyle k} bolas no limite de um longo tempo é dada por
{\displaystyle P(k)={\frac {B(k+a,\gamma )}{B(k_{0}+a,\gamma -1)}},}
para {\displaystyle k\geq k_{0}} (e zero caso contrário), em que {\displaystyle B(x,y)} é a função beta de Euler
{\displaystyle B(x,y)={\frac {\Gamma (x)\Gamma (y)}{\Gamma (x+y)}},}
com {\displaystyle \Gamma (x)} sendo a função gama e 
{\displaystyle \gamma =2+{\frac {k_{0}+a}{m}}.}
A função beta de Euler se comporta assintoticamente como {\displaystyle B(x,y){\mathtt {\sim }}x^{-y}} para valor grandes de {\displaystyle x} e {\displaystyle y} fixo, o que implica que para valores grandes de {\displaystyle k} temos que
{\displaystyle P(k)\propto k^{-y}.}
Em outras palavras, o processo de conexão preferencial gera uma distribuição de cauda longa seguindo a distribuição de Pareto ou lei de potência em sua cauda. Esta é principal razão para o interesse histórico na conexão preferencial: observa-se empiricamente que a distribuição das espécies e muitos outros fenômenos seguem as leis de potência e o processo de conexão preferencial é um mecanismo candidato principal para explicar esse comportamento. A conexão preferencial é considerada uma possível candidata para, entre outras coisas, a distribuição dos tamanhos das cidades, a riqueza de indivíduos extremamente ricos,  o número de citações recebidas por publicações especializadas,  e o número de links para páginas na World Wide Web. 
O modelo geral descrito aqui inclui muitos outros modelos específicos como casos especiais. O modelo Price para citações científicas  corresponde ao caso {\displaystyle k_{0}=0}, {\displaystyle a=1} e o modelo Barabási-Albert amplamente estudado corresponde a {\displaystyle k_{0}=m}, {\displaystyle a=0}.

## Conexão preferencial no modelo Barabási-Albert (BA)
A conexão preferencial significa que quanto mais conectado estiver um nó, maior será a probabilidade de ele receber novos links. Os nós com um grau mais alto têm uma capacidade mais forte de capturar links adicionados à rede. Intuitivamente, a conexão preferencial pode ser entendida se pensarmos em termos de redes sociais conectando pessoas. Aqui, um link de A para B significa que a pessoa A "conhece" ou "está familiarizada com" a pessoa B. Nós fortemente ligados representam pessoas conhecidas com muitas relações. Quando um recém-chegado entra na comunidade, é mais provável que ele se familiarize com uma dessas pessoas mais visíveis do que com um parente desconhecido. O modelo BA foi proposto partindo do pressuposto de que, na World Wide Web, novas páginas vinculam-se preferencialmente a hubs, ou seja, sites muito conhecidos como o Google, em vez de páginas que quase ninguém conhece. Se alguém selecionar uma nova página para criar um link, escolhendo aleatoriamente um link existente, a probabilidade de selecionar uma página específica será proporcional ao seu grau. O modelo BA afirma que isso explica a regra de probabilidade da conexão preferencial. 

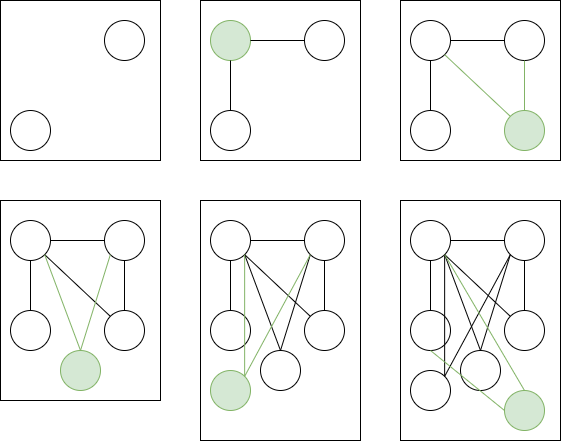
Conexão preferencial começando com dois nós, k0 = m = 2, e a = 0

## References
1. ↑  Newman, M. E. J. (1 de setembro de 2005). «Power laws, Pareto distributions and Zipf's law». Contemporary Physics. 46 (5): 323–351. ISSN 0010-7514. doi:10.1080/00107510500052444
2. 1 2  Simon, Herbert A. (1 de dezembro de 1955). «ON A CLASS OF SKEW DISTRIBUTION FUNCTIONS». Biometrika (em inglês). 42 (3-4): 425–440. ISSN 0006-3444. doi:10.1093/biomet/42.3-4.425
3. 1 2  Price, Derek De Solla (1976). «A general theory of bibliometric and other cumulative advantage processes». Journal of the American Society for Information Science (em inglês). 27 (5): 292–306. ISSN 1097-4571. doi:10.1002/asi.4630270505
4. 1 2  Barabási, Albert-László; Albert, Réka (15 de outubro de 1999). «Emergence of Scaling in Random Networks». Science (em inglês). 286 (5439): 509–512. ISSN 0036-8075. PMID 10521342. doi:10.1126/science.286.5439.509